# Josimar Rodrigues Souza Roberto
Josimar Rodrigues Souza Roberto (* 16. August 1987 in Ipatinga), auch Josimar genannt, ist ein ehemaliger brasilianischer Fußballspieler.

## Karriere
Das Fußballspielen erlernte Josimar beim Ipatinga FC, einem Verein im Bundesstaat Minas Gerais, bei dem er 2006 auch seinen ersten Vertrag unterschrieb. Nach nur kurzer Zeit ging er im gleichen Jahr nach Asien. Hier unterschrieb er einen Dreijahresvertrag beim japanischen Verein Ventforet Kofu, der in der japanischen J1 League spielte. Vom Verein wurde er 2007 an den Zweitligisten Ehime FC ausgeliehen. Nach Beendigung des Vertrags in Kofu nahm ihn Ehime FC für drei Jahre unter Vertrag. In 33 Spielen schoss er sieben Tore. 2012 wechselte er zum Ligakonkurrenten Tokyo Verdy. Nach 16 Einsätzen ging er 2013 zurück in seine Heimat Brasilien, wo er sich dem CE Lajeadense anschloss. Nachdem er hier nicht zum Einsatz gekommen war, wechselte er 2014 nach Saudi-Arabien. Hier stand er 12 Mal für Al-Fateh SC auf dem Platz. 2016 wechselte er nach Thailand. Hier unterschrieb er einen Vertrag bei Army United, einem Verein, der in der Hauptstadt Bangkok beheimatet ist und in der ersten Liga des Landes, der Thai Premier League, spielte. Nach 30 Einsätzen und 16 Toren ging er zu Port FC, der ebenfalls in der Hauptstadt beheimatet ist. Hier absolvierte er 28 Spiele und schoss dabei 13 Tore. 2018 ging er wieder in seine Heimat Brasilien, wo er bei CS Alagoano einen Vertrag unterschrieb. Mitte 2018 wechselte er wieder nach Thailand, um beim Zweitligisten PTT Rayong FC auf dem Platz zu stehen. Mit 10 Toren in 13 Spielen hatte er maßgeblichen Anteil am Aufstieg des Vereins in die Thai League. Zur Saison 2019 wechselte er zum Zweitligisten Police Tero FC. In 15 Spielen der Hinserie schoss er elf Tore. Seit Juli 2019 steht er wieder beim Erstligisten Port FC unter Vertrag. Im gleichen Jahr stand er mit Port im Finale des FA Cup, dass Port mit 1:0 gegen den Erstligisten Ratchaburi Mitr Phol aus Ratchaburi gewann. Am Ende der Saison wurde sein Vertrag nicht verlängert.
Am 1. Januar 2020 beendete Josimar seine Karriere als Fußballspieler.

## Erfolge
PTT Rayong FC
- Thailändischer Zweitligameister: 2018  ▲

Port FC
- Thailändischer Pokalsieger: 2019